# Ctenotus robustus
Ctenotus robustus är en ödleart som beskrevs av  Storr 1970. Ctenotus robustus ingår i släktet Ctenotus och familjen skinkar. Inga underarter finns listade i Catalogue of Life.